# UCI Europe Tour 2018
L'UCI Europe Tour 2018 fu la quattordicesima edizione dell'UCI Europe Tour, uno dei cinque circuiti continentali di ciclismo dell'Unione Ciclistica Internazionale. Il suo calendario era composto da 400 corse, che si tennero dal 25 gennaio al 16 ottobre 2018 in Europa.
Durante tutta la stagione, i punti furono assegnati ai vincitori delle gare in linea, ai primi della classifica generale e ai vincitori di ogni tappa delle corse a tappe. La qualità e la complessità di una gara determinò anche quanti punti furono assegnati ai primi classificati: più alto era il punteggio UCI di una gara, più punti furono assegnati.
La classificazione UCI dal più alto al più basso fu la seguente:
- corse a tappe: 2.HC, 2.1 e 2.2;
- corse di un giorno: 1.HC, 1.1 e 1.2.

## Calendario

### Gennaio
| Data  | Prova                                              | Cat. | Vincitore          | Squadra          |
| ----- | -------------------------------------------------- | ---- | ------------------ | ---------------- |
| 25    | Trofeo Campos-Porreres-Felanitx-Ses Salines (2018) | 1.1  | John Degenkolb     | Trek-Segafredo   |
| 26    | Trofeo Serra de Tramuntana (2018)                  | 1.1  | Tim Wellens        | Lotto-Soudal     |
| 27    | Trofeo Lloseta-Andratx (2018)                      | 1.1  | Toms Skujiņš       | Trek-Segafredo   |
| 28    | Trofeo Palma (2018)                                | 1.1  | John Degenkolb     | Trek-Segafredo   |
| 28    | Grand Prix Cycliste la Marseillaise (2018)         | 1.1  | Alexandre Geniez   | AG2R La Mondiale |
| 31-04 | Étoile de Bessèges (2018)                          | 2.1  | Tony Gallopin      | AG2R La Mondiale |
| 31-04 | Volta a la Comunitat Valenciana (2018)             | 2.1  | Alejandro Valverde | Movistar Team    |

### Febbraio
| Data  | Prova                          | Cat. | Vincitore          | Squadra                      |
| ----- | ------------------------------ | ---- | ------------------ | ---------------------------- |
| 08-11 | Tour La Provence (2018)        | 2.1  | Alexandre Geniez   | AG2R La Mondiale             |
| 10    | Vuelta a Murcia (2018)         | 1.1  | Luis León Sánchez  | Astana Pro Team              |
| 11    | Clásica de Almería (2018)      | 1.HC | Caleb Ewan         | Mitchelton-Scott             |
| 11    | Trofeo Laigueglia (2018)       | 1.HC | Moreno Moser       | Italia                       |
| 14-18 | Volta ao Algarve (2018)        | 2.HC | Michał Kwiatkowski | Team Sky                     |
| 14-18 | Vuelta a Andalucía (2018)      | 2.HC | Tim Wellens        | Lotto-Soudal                 |
| 17-18 | Tour du Haut-Var (2018)        | 2.1  | Jonathan Hivert    | Direct Énergie               |
| 18    | Grand Prix Laguna Poreč        | 1.2  | Paolo Totò         | Sangemini-MG.Kvis            |
| 18    | Grand Prix Alanya              | 1.2  | Kirill Pozdnyakov  | Synergy Baku Cycling Project |
| 22-25 | Tour of Antalya (2018)         | 2.2  | Artëm Ovečkin      | Marathon-Tula Cycling Team   |
| 24    | Classic Sud Ardèche (2018)     | 1.1  | Romain Bardet      | AG2R La Mondiale             |
| 25    | Kuurne-Bruxelles-Kuurne (2018) | 1.HC | Dylan Groenewegen  | Team Lotto NL-Jumbo          |
| 25    | Drôme Classic (2018)           | 1.1  | Lilian Calmejane   | Direct Énergie               |
| 25    | Grand Prix Izola               | 1.2  | Dušan Rajović      | Adria Mobil                  |
| 27    | Le Samyn (2018)                | 1.1  | Niki Terpstra      | Quick-Step Floors            |
| 28    | Umag Trophy (2018)             | 1.2  | Krister Hagen      | Team Coop                    |

### Marzo
| Data  | Prova                                              | Cat. | Vincitore          | Squadra                      |
| ----- | -------------------------------------------------- | ---- | ------------------ | ---------------------------- |
| 02-05 | Tour of Mediterrennean (2018)                      | 2.2  | Onur Balkan        | Torku Şekerspor              |
| 03    | Grand Prix Laguna Poreč (2018)                     | 1.2  | Emīls Liepiņš      | ONE Pro Cycling              |
| 04    | Grand Prix de la Ville de Lillers                  | 1.2  | Jérémy Lecroq      | Vital Concept Cycling Club   |
| 04    | Gran Premio Industria e Artigianato (2018)         | 1.HC | Matej Mohorič      | Bahrain-Merida               |
| 04    | Dwars door West-Vlaanderen (2018)                  | 1.1  | Rémi Cavagna       | Quick-Step Floors            |
| 04    | International Rhodes Grand Prix                    | 1.2  | Matteo Moschetti   | Polartec-Kometa              |
| 08-11 | Istrian Spring Trophy                              | 2.2  | Krister Hagen      | Team Coop                    |
| 09-11 | International Tour of Rhodes                       | 2.2  | Mirco Maestri      | Bardiani-CSF                 |
| 11    | Ronde van Drenthe (2018)                           | 1.HC | František Sisr     | CCC Sprandi Polkowice        |
| 11    | Classica de Arrabida - Cyclin'Portugal             | 1.2  | Dmitry Strakhov    | Lokosphinx                   |
| 11    | Grand Prix Side                                    | 1.2  | Stepan Astafyev    | Vino-Astana Motors           |
| 11    | Parigi-Troyes (2018)                               | 1.2  | Adrien Petit       | Direct Énergie               |
| 11    | Dorpenomloop Rucphen (2018)                        | 1.2  | Mikkel Bjerg       | Hagens Berman Axeon          |
| 14    | Nokere Koerse (2018)                               | 1.HC | Fabio Jakobsen     | Quick-Step Floors            |
| 14-18 | Volta ao Alentejo                                  | 2.2  | Luis Mendonça      | Aviludo-Louletano            |
| 16    | Handzame Classic (2018)                            | 1.HC | Álvaro José Hodeg  | Quick-Step Floors            |
| 18    | Grand Prix de Denain (2018)                        | 1.HC | Kenny Dehaes       | WB Aqua Protect Veranclassic |
| 18    | La Popolarissima                                   | 1.2  | Giovanni Lonardi   | Zalf-Euromobil-Désirée-Fior  |
| 19-25 | Tour de Normandie                                  | 2.2  | Thomas Stewart     | JLT Condor                   |
| 21    | Driedaagse Brugge-De Panne (2018)                  | 1.HC | Elia Viviani       | Quick-Step Floors            |
| 22-25 | Settimana Internazionale di Coppi e Bartali (2018) | 2.1  | Diego Rosa         | Team Sky                     |
| 22-25 | Tour of Cartier                                    | 2.2  | Cristian Raileanu  | Torku Şekerspor              |
| 24    | Classic Loire-Atlantique (2018)                    | 1.1  | Rasmus Quaade      | BHS Almeborg-Bornholm        |
| 25    | Cholet-Pays de la Loire (2018)                     | 1.1  | Thomas Boudat      | Direct Énergie               |
| 25    | Classica Adleias do Xisto - Cyclin'Portugal        | 1.2  | Daniel Mestre      | Efapel                       |
| 29-30 | Tour of Faith Sultan Mehmet                        | 2.2  | Galym Akhmetov     | Astana City                  |
| 30    | Route Adélie de Vitré (2018)                       | 1.1  | Silvan Dillier     | AG2R La Mondiale             |
| 31    | Gran Premio Miguel Indurain (2018)                 | 1.1  | Alejandro Valverde | Movistar Team                |
| 31    | Volta Limburg Classic (2018)                       | 1.1  | Jan Tratnik        | CCC Sprandi Polkowice        |
| 31    | Visegrad 4 Bicycle Race - GP Slovakia              | 1.2  | Maciej Paterski    | Wibatech 7R Fuji             |
| 31-02 | Le Triptyque des Monts et Chateaux                 | 2.2U | Jasper Philipsen   | Hagens Berman Axeon          |

### Aprile
| Data  | Prova                                                   | Cat. | Vincitore              | Squadra                                  |
| ----- | ------------------------------------------------------- | ---- | ---------------------- | ---------------------------------------- |
| 01    | La Roue Tourangelle (2018)                              | 1.1  | Marc Sarreau           | Groupama-FDJ                             |
| 01    | Trofeo Piva                                             | 1.2U | Paolo Baccio           | Mastromarco-Sensi-Nibali                 |
| 01    | Grand Prix Adria Mobil (2018)                           | 1.1  | Filippo Fortin         | Team Felbermayr-Simplon Wels             |
| 02    | Giro del Belvedere (2018)                               | 1.2U | Robert Stannard        | Mitchelton-BikeExchange                  |
| 03    | Gran Premio Palio del Recioto                           | 1.2U | Stefan De Bod          | Dimension Data for Qhubeka               |
| 03-06 | Circuit de la Sarthe (2018)                             | 2.1  | Guillaume Martin       | Wanty-Groupe Gobert                      |
| 04    | Scheldeprijs (2018)                                     | 1.HC | Fabio Jakobsen         | Quick-Step Floors                        |
| 06-08 | Circuit des Ardennes                                    | 2.2  | Anthony Maldonado      | St Michel-Auber 93                       |
| 07    | Trofeo Edil C                                           | 1.2U | Alessandro Fedeli      | Trevigiani Phonix-Hemus 1896             |
| 08    | Gran Premio Primavera (2018)                            | 1.1  | Andrey Amador          | Movistar Team                            |
| 10    | Parigi-Camembert (2018)                                 | 1.1  | Lilian Calmejane       | Direct Énergie                           |
| 11    | Freccia del Brabante (2018)                             | 1.HC | Tim Wellens            | Lotto-Soudal                             |
| 11-15 | Tour du Loir-et-Cher                                    | 2.2  | Asbjørn Kragh Andersen | Team Virtu Cycling                       |
| 13-15 | GP Beiras e Serra da Estrela (2018)                     | 2.1  | Dmitry Strakhov        | Lokosphinx                               |
| 14    | Liegi-Bastogne-Liegi Under-23                           | 1.2U | João Almeida           | Hagens Berman Axeon                      |
| 14    | Tour du Finistère (2018)                                | 1.1  | Jonathan Hivert        | Direct Énergie                           |
| 15    | Tro-Bro Léon (2018)                                     | 1.1  | Christophe Laporte     | Cofidis                                  |
| 16-20 | Tour of the Alps (2018)                                 | 2.HC | Thibaut Pinot          | Groupama-FDJ                             |
| 17-22 | Tour of Croatia (2018)                                  | 2.HC | Kanstantsin Siutsou    | Bahrain-Merida                           |
| 19-22 | Tour of Mersin                                          | 2.2  | Ėduard Vorganov        | Minsk Cycling Club                       |
| 20-22 | Vuelta a Castilla y León (2018)                         | 2.1  | Rubén Plaza            | Israel Cycling Academy                   |
| 21    | Visegrad 4 Bicycle Race - GP Czech Republic             | 1.2  | Alois Kaňkovský        | Elkov-Author                             |
| 21    | Arno Wallaard Memorial                                  | 1.2  | Joshua Huppertz        | Team Lotto-Kern Haus                     |
| 21-22 | Tour du Jura                                            | 2.2  | Carl Fredrik Hagen     | Joker Icopal                             |
| 22    | Giro dell'Appennino (2018)                              | 1.1  | Giulio Ciccone         | Bardiani CSF                             |
| 22    | Trofeo Città di San Vendemiano-GP Industria & Commercio | 1.2U | Alberto Dainese        | Zalf-Euromobil-Désirée-Fior              |
| 22    | Rutland-Melton International CiCLE Classic              | 1.2  | Gabriel Cullaigh       | Team Wiggins                             |
| 22    | Visegrad 4 Bicycle Race - GP Poland                     | 1.2  | Maciej Paterski        | Wibatech 7R Fuji                         |
| 25    | Gran Premio della Liberazione                           | 1.2U | Alessandro Fedeli      | Trevigiani Phonix-Hemus 1896             |
| 25-01 | Tour de Bretagne                                        | 2.2  | Fabien Schmidt         | Côtes d'Armor-Marie Morin-Véranda Rideau |
| 27-29 | Vuelta a Asturias (2018)                                | 2.1  | Richard Carapaz        | Movistar Team                            |
| 28    | Himmerland Rundt                                        | 1.2  | Andre Looij            | Monkey Town Continental Team             |
| 28    | PWZ Zuidenveld Tour                                     | 1.2  | Stef Krul              | Metec-TKH p/b Mantel                     |
| 28-29 | Belgrado-Banja Luka (2018)                              | 2.1  | Gašper Katrašnik       | Adria Mobil                              |
| 28-01 | Toscana Terra di Ciclismo Eroica                        | 2.2U | Andrea Bagioli         | Team Colpack                             |
| 28-03 | Carpathian Couriers Race                                | 2.2U | Filip Maciejuk         | Leopard Pro Cycling                      |
| 29    | Parigi-Mantes-en-Yvelines                               | 1.2  | Gianni Marchand        | Cibel-Cebon                              |
| 29    | Skive-Løbet                                             | 1.2  | Rasmus Bogh Wallin     | ColoQuick                                |

### Maggio
| Data  | Prova                                                    | Cat. | Vincitore             | Squadra                          |
| ----- | -------------------------------------------------------- | ---- | --------------------- | -------------------------------- |
| 01    | Memoriał Andrzeja Trochanowskiego                        | 1.2  | Alois Kaňkovský       | Elkov-Author                     |
| 01    | Eschborn-Frankfurt U23                                   | 1.2U | Niklas Larsen         | Team Virtu Cycling               |
| 02    | Memoriał Romana Sieminskiego                             | 1.2  | Alois Kaňkovský       | Elkov-Author                     |
| 02-06 | Five Rings of Moscow                                     | 2.2  | Andrey Prostokishin   | Marathon Tula                    |
| 03-06 | Tour de Yorkshire (2018)                                 | 2.1  | Greg Van Avermaet     | BMC Racing Team                  |
| 03-06 | Rhône-Alpes Isère Tour                                   | 2.2  | Stephan Rabitsch      | Team Felbermayr-Simplon Wels     |
| 03-06 | Tour of Mesopotamia                                      | 2.2  | Nazim Bakirci         | Torku Şekerspor                  |
| 04-06 | Vuelta Ciclista Comunidad de Madrid (2018)               | 2.1  | Edgar Pinto           | Vito-Feirense-BlackJack          |
| 05    | Sundvolden Grand Prix                                    | 1.2  | Alexander Kamp        | Team Virtu Cycling               |
| 06    | Ringerike Grand Prix                                     | 1.2  | Syver Wærsted         | Uno-X Norwegian Development Team |
| 06    | Flèche Ardennaise                                        | 1.2  | Cees Bol              | SEG Racing Academy               |
| 06    | Circuito del Porto-Trofeo Arvedi                         | 1.2  | Giovanni Lonardi      | Zalf-Euromobil-Désirée-Fior      |
| 08-13 | Quatre Jours de Dunkerque (2018)                         | 2.HC | Dimitri Claeys        | Cofidis                          |
| 09-13 | Flèche du Sud                                            | 2.2  | Gianni Marchand       | Cibel-Cebon                      |
| 11-13 | Vuelta a Aragón (2018)                                   | 2.1  | Jaime Rosón           | Movistar Team                    |
| 11-13 | Szlakiem Grodów Piastowskich                             | 2.2  | Gašper Katrašnik      | Adria Mobil                      |
| 12    | Scandinavian Race in Uppsala                             | 1.2  | Trond Trondsen        | Team Coop                        |
| 12    | Visegrad 4 Kerekparverseny                               | 1.2  | František Sisr        | CCC Sprandi Polkowice            |
| 12    | Ronde van Overijssel                                     | 1.2  | Piotr Havik           | BEAT Cycling Club                |
| 13    | Grand Prix Criquielion                                   | 1.2  | Lionel Taminiaux      | AGO-Aqua Service                 |
| 13    | Profronde van Noord-Holland                              | 1.2  | Julius van den Berg   | SEG Racing Academy               |
| 13    | Gran Premio Industrie del Marmo                          | 1.2U | Gregorio Ferri        | Zalf-Euromobil-Désirée-Fior      |
| 14-20 | Tour of Ukraine                                          | 2.2  | annullata             | annullata                        |
| 16-20 | Bałtyk-Karkonosze Tour                                   | 2.2  | Philipp Walsleben     | P&S Thüringen                    |
| 16-20 | Tour of Norway (2018)                                    | 2.HC | Eduard Prades         | Euskadi Basque Country-Murias    |
| 17-20 | Ronde de l'Isard                                         | 2.2U | Stephen Williams      | SEG Racing Academy               |
| 18-20 | Tour de l'Ain (2018)                                     | 2.1  | Arthur Vichot         | Groupama-FDJ                     |
| 18-20 | À travers les Hauts de France - Trophée Paris-Arras Tour | 2.2  | Stephan Rabitsch      | Team Felbermayr-Simplon Wels     |
| 19-23 | Tour of Albania                                          | 2.2  | Michele Gazzara       | Sangemini-MG.Kvis-Vega           |
| 20    | Grote Prijs Marcel Kint (2018)                           | 1.1  | Nacer Bouhanni        | Cofidis, Solutions Crédits       |
| 20-27 | Rás Tailteann                                            | 2.2  | Luuc Bugter           | Delta Cycling Rotterdam          |
| 22-24 | Tour des Fjords (2018)                                   | 2.HC | Michael Albasini      | Mitchelton-Scott                 |
| 23-27 | Belgium Tour (2018)                                      | 2.HC | Jens Keukeleire       | Lotto Soudal                     |
| 24-26 | Gemenc Grand Prix                                        | 2.2  | Rok Korošec           | My Bike Stevens                  |
| 25-27 | Hammer Stavanger (2018)                                  | 2.1  | Mitchelton-Scott      | Mitchelton-Scott                 |
| 25-26 | Tour of Estonia (2018)                                   | 2.1  | Grzegorz Stępniak     | Wibatech Merx 7R                 |
| 26    | Grand Prix de Plumelec-Morbihan (2018)                   | 1.1  | Andrea Pasqualon      | Wanty-Groupe Gobert              |
| 27    | Circuit de Wallonie (2018)                               | 1.2  | Mikkel Frølich Honoré | Team Virtu Cycling               |
| 27    | Boucles de l'Aulne - Châteaulin (2018)                   | 1.1  | Kévin Le Cunff        | Saint Michel-Auber93             |
| 27    | Paris-Roubaix Espoirs                                    | 1.2U | Stan Dewulf           | Lotto Soudal U23                 |
| 30-03 | Tour de Luxembourg (2018)                                | 2.HC | Andrea Pasqualon      | Wanty-Groupe Gobert              |
| 31-03 | Boucles de la Mayenne (2018)                             | 2.1  | Mathieu van der Poel  | Corendon-Circus                  |
| 31-03 | Szlakiem Walk Majora Hubala (2018)                       | 2.1  | Mateusz Taciak        | CCC Sprandi Polkowice            |

### Giugno
| Data  | Prova                                                         | Cat. | Vincitore            | Squadra                          |
| ----- | ------------------------------------------------------------- | ---- | -------------------- | -------------------------------- |
| 01-03 | Tour of Bihor - Bellotto                                      | 2.2  | Iván Sosa            | Androni Giocattoli-Sidermec      |
| 01-03 | Hammer Limburg (2018)                                         | 2.1  | Quick-Step Floors    | Quick-Step Floors                |
| 01    | Horizon Park Race for Peace                                   | 1.2  | Frederik Muff        | AURA Energi-CK Aarhus            |
| 02    | Heistse Pijl (2018)                                           | 1.1  | Emīls Liepiņš        | ONE Pro Cycling                  |
| 02    | Horizon Park Race Maidan                                      | 1.2  | Branislaŭ Samojlaŭ   | Minsk Cycling Club               |
| 02    | Trofeo Alcide De Gasperi                                      | 1.2  | Simone Ravanelli     | Biesse Carrera Gavardo           |
| 03    | Memorial Philippe Van Coningsloo                              | 1.2  | Gustav Höög          | Team Coop                        |
| 03    | Horizon Park Race Classic                                     | 1.2  | Branislaŭ Samojlaŭ   | Minsk Cycling Club               |
| 03    | Gran Premio Città di Lugano (2018)                            | 1.1  | Hermann Pernsteiner  | Bahrain-Merida                   |
| 03    | Coppa della Pace - Trofeo F.lli Anelli                        | 1.2  | Matteo Sobrero       | Dimension Data for Qhubeka       |
| 07-16 | Giro Ciclistico d'Italia                                      | 2.2U | Aleksandr Vlasov     | Nazionale Russa                  |
| 07-10 | Ronde de l'Oise                                               | 2.2  | Henrik Evensen       | Joker Icopal                     |
| 07    | Grosser Preis des Kantons Aargau (2018)                       | 1.HC | Alexander Kristoff   | UAE Team Emirates                |
| 08-10 | Tour de Serbie                                                | 2.2  | Nicolás Tivani       | Trevigiani Phonix-Hemus 1896     |
| 08-10 | Tour of Malopolska                                            | 2.2  | Amaro Antunes        | CCC Sprandi Polkowice            |
| 10    | Ronde van Limburg (2018)                                      | 1.1  | Mathieu van der Poel | Corendon-Circus                  |
| 10    | Midden-Brabant Poort Omloop                                   | 1.2  | Julius van den Berg  | SEG Racing Academy               |
| 10    | Rund um Köln (2018)                                           | 1.1  | Sam Bennett          | Bora-Hansgrohe                   |
| 13-17 | Giro di Slovenia (2018)                                       | 2.1  | Primož Roglič        | Team Lotto NL-Jumbo              |
| 13-17 | Ster ZLM Toer - GP Jan van Heeswijk                           | 2.1  | annullata            | annullata                        |
| 14-17 | Route d'Occitanie (2018)                                      | 2.1  | Alejandro Valverde   | Movistar Team                    |
| 14-17 | Oberösterreichrundfahrt                                       | 2.2  | Stephan Rabitsch     | Team Felbermayr-Simplon Wels     |
| 15    | Dwars door het Hageland - Aarschot (2018)                     | 1.1  | Krists Neilands      | Israel Cycling Academy           |
| 16    | Grand Prix Doliny Baryczy - Memoriał Grundmanna i Wizowskiego | 1.2  | Łukasz Owsian        | CCC Sprandi Polkowice            |
| 16    | Fyen Rundt - Tour of Fyen (2018)                              | 1.1  | Mads Pedersen        | Trek-Segafredo                   |
| 17    | Elfstedenronde (2018)                                         | 1.1  | Adam Blythe          | Aqua Blue Sport                  |
| 17    | The 6 International Race Korona Kocich Gór                    | 1.2  | Kamil Małecki        | CCC Sprandi Polkowice            |
| 17    | Grand Prix Horsens Posten (2018)                              | 1.1  | Herman Dahl          | Team Sparebanken Sør             |
| 18-21 | Tour de Mevlana                                               | 2.2  | Onur Balkan          | Torku Şekerspor                  |
| 19    | Halle-Ingooigem (2018)                                        | 1.1  | Danny van Poppel     | Team Lotto NL-Jumbo              |
| 20-24 | Adriatica Ionica Race (2018)                                  | 2.1  | Iván Sosa            | Androni Giocattoli-Sidermec      |
| 21-24 | Tour de Savoie Mont-Blanc                                     | 2.2  | Riccardo Zoidl       | Team Felbermayr-Simplon Wels     |
| 24    | Parigi-Chauny (2018)                                          | 1.1  | Ramon Sinkeldam      | Groupama-FDJ                     |
| 27    | Internationale Wielertrofee Jong Maar Moedig I.W.T.           | 1.2  | Jérôme Baugnies      | Wanty-Groupe Gobert              |
| 30    | Omloop Het Nieuwsblad Beloften                                | 1.2  | Erik Resell          | Uno-X Norwegian Development Team |

### Luglio
| Data  | Prova                                             | Cat. | Vincitore             | Squadra                      |
| ----- | ------------------------------------------------- | ---- | --------------------- | ---------------------------- |
| 03    | Trofeo Città di Brescia                           | 1.2  | Filippo Rocchetti     | Team Colpack                 |
| 04-07 | Wyścig Solidarności i Olimpijczyków               | 2.2  | Sylwester Janiszewski | Wibatech Merx 7R             |
| 05-08 | Sibiu Cycling Tour (2018)                         | 2.1  | Iván Sosa             | Androni Giocattoli-Sidermec  |
| 07-14 | Int. Österreich-Rundfahrt (2018)                  | 2.1  | Ben Hermans           | Israel Cycling Academy       |
| 07    | Grote Prijs Jean-Pierre Monseré (2018)            | 1.1  | André Looij           | Monkey Town Continental      |
| 08    | Giro del Medio Brenta                             | 1.2  | Aleksandr Evtušenko   | Lokosphinx                   |
| 08    | Grand Prix de la Ville de Nogent-sur-Oise         | 1.2  | Julien Antomarchi     | Roubaix Lille Métropole      |
| 08    | Grand Prix Albert Fauville-Baulet                 | 1.2  | Aksel Nõmmela         | BEAT Cycling Club            |
| 11-15 | Giro Ciclistico della Valle d'Aosta Mont-Blanc    | 2.2U | Vadim Pronskiy        | Astana City                  |
| 12-15 | GP Internacional Torres Vedras - Troféu Agostinho | 2.2  | José Fernandes        | W52-FC Porto                 |
| 22    | V4 Special Series Debrecen-Ibrány                 | 1.2  | Péter Kusztor         | My Bike-Stevens              |
| 22    | Grand Prix de la ville de Pérenchies              | 1.2  | Kenny Dehaes          | WB Aqua Protect Veranclassic |
| 25-28 | Dookoła Mazowsza                                  | 2.2  | Szymon Sajnok         | CCC Sprandi Polkowice        |
| 25    | Prueba Villafranca-Ordiziako Klasika (2018)       | 1.1  | Robert Power          | Mitchelton-Scott             |
| 26    | Grand Prix Pino Cerami (2018)                     | 1.1  | Peter Kennaugh        | Bora-Hansgrohe               |
| 28-30 | Kreiz Breizh Elites                               | 2.2  | Damien Touzé          | St Michel-Auber 93           |
| 28-01 | Tour de Wallonie (2018)                           | 2.HC | Tim Wellens           | Lotto Soudal                 |
| 29    | Grand Prix Kranj                                  | 1.2  | Daniel Auer           | WSA Pushbikers               |
| 31    | Circuito de Getxo "Memorial Ricardo Otxoa" (2018) | 1.1  | Alex Aranburu         | Caja Rural-Seguros RGA       |

### Agosto
| Data  | Prova                                                | Cat.   | Vincitore            | Squadra                      |
| ----- | ---------------------------------------------------- | ------ | -------------------- | ---------------------------- |
| 01-05 | Tour Alsace                                          | 2.2    | Geoffrey Bouchard    | AG2R La Mondiale             |
| 01-12 | Volta a Portugal em Bicicleta (2018)                 | 2.1    | Raúl Alarcón         | W52-FC Porto                 |
| 01-05 | Post Danmark Rundt-Tour of Denmark (2018)            | 2.HC   | Wout Van Aert        | Veranda's Willems-Crelan     |
| 04    | Hansa Bygg Kalmar Grand Prix Road Race               | 1.2    | Gustav Höög          | Team Coop                    |
| 05    | Antwerpse Havenpijl                                  | 1.2    | Tibo Nevens          | Home Solution-Soenens        |
| 05    | La Poly Normande (2018)                              | 1.1    | Pierre-Luc Périchon  | Team Fortuneo-Samsic         |
| 07-11 | Vuelta a Burgos (2018)                               | 2.HC   | Iván Sosa            | Androni Giocattoli-Sidermec  |
| 07-11 | Tour of Szeklerland                                  | 2.2    | Nicolae Tanovitchii  | Team Novak                   |
| 09-12 | Czech Cycling Tour (2018)                            | 2.1    | Riccardo Zoidl       | Team Felbermayr Simplon Wels |
| 11    | Memoriał Henryka Łasaka                              | 1.2    | Mateusz Grabis       | Voster Uniwheels             |
| 11    | Slag om Norg (2018)                                  | 1.1    | Jan-Willem van Schip | Roompot-Nederlandse Loterij  |
| 12    | Puchar Uzdrowisk Karpackich                          | 1.2    | Maciej Paterski      | Wibatech 7R Fuji             |
| 12    | Gran Premio Sportivi di Poggiana                     | 1.2U   | Robert Stannard      | Mitchelton-BikeExchange      |
| 14-19 | Tour de Hongrie (2018)                               | 2.1    | Manuel Belletti      | Androni Giocattoli-Sidermec  |
| 15-18 | Tour du Limousin (2018)                              | 2.1    | Nicolas Edet         | Cofidis                      |
| 16-19 | Arctic Race of Norway (2018)                         | 2.HC   | Sergej Černeckij     | Astana Pro Team              |
| 16    | Gran Premio Capodarco - Comunità di Capodarco (2018) | 1.2U   | Einer Rubio          | Vejus-TMF-Cicli Magnum       |
| 17-26 | Tour de l'Avenir (2018)                              | 2.Ncup | Tadej Pogačar        | Selezione slovena            |
| 19    | Grand Prix Minsk                                     | 1.2    | Nikolai Shumov       | Minsk Cycling Club           |
| 21    | Grote Prijs Stad Zottegem (2018)                     | 1.1    | Jérôme Baugnies      | Wanty-Groupe Gobert          |
| 21    | Grand Prix des Marbriers                             | 1.2    | Jon Mould            | JLT Condor                   |
| 21-24 | Tour du Poitou-Charentes (2018)                      | 2.1    | Arnaud Démare        | Groupama-FDJ                 |
| 22    | Veenendaal-Veenendaal Classic (2018)                 | 1.1    | Dylan Groenewegen    | Team Lotto NL-Jumbo          |
| 23-26 | Baltic Chain Tour                                    | 2.2    | Emīls Liepiņš        | ONE Pro Cycling              |
| 23-26 | Deutschland Tour (2018)                              | 2.1    | Matej Mohorič        | Bahrain-Merida               |
| 24    | Great War Remembrance Race (2018)                    | 1.1    | Mihkel Räim          | Israel Cycling Academy       |
| 25    | Omloop Mandel-Leie-Schelde Meulebeke (2018)          | 1.1    | Wouter Wippert       | Roompot-Nederlandse Loterij  |
| 26    | Croatia-Slovenia                                     | 1.2    | Dušan Rajović        | Adria Mobil                  |
| 26    | Ronde van Midden-Nederland                           | 1.2    | Casper von Folsach   | Team ColoQuick               |
| 26    | Schaal Sels (2018)                                   | 1.1    | Timothy Dupont       | Wanty-Groupe Gobert          |
| 29    | Druivenkoers - Overijse (2018)                       | 1.1    | Xandro Meurisse      | Wanty-Groupe Gobert          |
| 31    | Hafjell Grand Prix                                   | 1.2    | Martin Toft Madsen   | BHS-Almeborg Bornholm        |

### Settembre
| Data  | Prova                                                 | Cat. | Vincitore                                  | Squadra                         |
| ----- | ----------------------------------------------------- | ---- | ------------------------------------------ | ------------------------------- |
| 1     | Lillehammer Grand Prix                                | 1.2  | Alexander Kamp                             | Team Waoo                       |
| 1     | Brussels Cycling Classic (2018)                       | 1.HC | Pascal Ackermann                           | Bora-Hansgrohe                  |
| 2     | Grand Prix de Fourmies - La Voix du Nord (2018)       | 1.HC | Pascal Ackermann                           | Bora-Hansgrohe                  |
| 2     | Gylne Gutuer                                          | 1.2  | Jasper Philipsen                           | Hagens Berman Axeon             |
| 2     | Antwerp Port Epic (2018)                              | 1.1  | Guillaume Van Keirsbulck                   | Wanty-Groupe Gobert             |
| 2-9   | Tour of Britain (2018)                                | 2.HC | Julian Alaphilippe                         | Quick-Step Floors               |
| 5-9   | Okolo jiznich Cech - Tour of South Bohemia            | 2.2  | Michael Kukrle                             | Elkov-Author                    |
| 6-8   | Giro della Regione Friuli Venezia Giulia              | 2.2  | Tadej Pogačar                              | Ljubljana Gusto Xaurum          |
| 9     | Tour du Doubs (2018)                                  | 1.1  | Julien Simon                               | Cofidis                         |
| 9     | Chrono Champenois                                     | 1.2  | Martin Toft Madsen                         | BHS-Almeborg Bornholm           |
| 11-16 | Olympia's Tour                                        | 2.2U | Julius Johansen                            | ColoQuick                       |
| 12    | Grand Prix de Wallonie (2018)                         | 1.1  | Jasper Stuyven                             | Trek-Segafredo                  |
| 12-16 | Tour de Slovaquie (2018)                              | 2.1  | Julian Alaphilippe                         | Quick-Step Floors               |
| 14    | Kampioenschap van Vlaanderen (2018)                   | 1.1  | Dylan Groenewegen                          | Team Lotto NL-Jumbo             |
| 14-16 | Tour of Cappadocia                                    | 2.2  | Alexandr Ovsyannikov                       | Vino-Astana Motors              |
| 15    | Primus Classic (2018)                                 | 1.HC | Taco van der Hoorn                         | Roompot-Nederlandse Loterij     |
| 15    | Coppa Agostoni - Giro delle Brianze (2018)            | 1.1  | Gianni Moscon                              | Team Sky                        |
| 16    | Coppa Bernocchi (2018)                                | 1.1  | Sonny Colbrelli                            | Bahrain-Merida                  |
| 16    | Grote Prijs Jef Scherens (2018)                       | 1.1  | Jasper Stuyven                             | Trek-Segafredo                  |
| 16    | Internationale Raiffeisen Grand Prix                  | 1.2  | Maciej Paterski                            | Wibatech Merx 7R                |
| 19    | Giro della Toscana - Memorial Alfredo Martini (2018)  | 1.1  | Gianni Moscon                              | Team Sky                        |
| 19    | Omloop van het Houtland Lichtervelde (2018)           | 1.1  | Jonas Van Genechten                        | Vital Concept Cycling Club      |
| 19-23 | Turul României                                        | 2.2  | Serghei Țvetcov                            | UnitedHealthcare                |
| 20    | Coppa Sabatini - Gran Premio Città di Peccioli (2018) | 1.1  | Juan José Lobato                           | Nippo-Vini Fantini-Europa Ovini |
| 22    | Memorial Marco Pantani (2018)                         | 1.1  | Davide Ballerini                           | Androni Giocattoli-Sidermec     |
| 22    | Tour de l'Eurométropole (2018)                        | 1.HC | Mads Pedersen                              | Trek-Segafredo                  |
| 23    | Trofeo Matteotti (2018)                               | 1.1  | Davide Ballerini                           | Androni Giocattoli-Sidermec     |
| 23    | Grand Prix d'Isbergues - Pas de Calais (2018)         | 1.1  | Philippe Gilbert                           | Quick-Step Floors               |
| 23    | Tour du Gévaudan Occitanie                            | 1.2  | Jaakko Hänninen                            | Probikeshop Saint-Étienne Loire |
| 23    | Duo Normand (2018)                                    | 1.1  | Martin Toft Madsen Rasmus Christian Quaade | BHS-Almeborg Bornholm           |
| 23    | Gooikse Pijl (2018)                                   | 1.1  | Jordi Meeus                                | SEG Racing Academy              |
| 25    | Ruota d'Oro - GP Festa del Perdono                    | 1.2U | Samuele Zoccarato                          | General Store-Bottoli-Zardini   |
| 27    | Famenne Ardenne Classic (2018)                        | 1.1  | Guillaume Boivin                           | Israel Cycling Academy          |
| 27-29 | Tour of Black Sea                                     | 2.2  | Ramūnas Navardauskas                       | Bahrain-Merida                  |

### Ottobre
| Data | Prova                                                      | Cat. | Vincitore            | Squadra                 |
| ---- | ---------------------------------------------------------- | ---- | -------------------- | ----------------------- |
| 2    | Binche-Chimay-Binche - Mémorial Frank Vandenbroucke (2018) | 1.1  | Danny van Poppel     | Lotto NL-Jumbo          |
| 3    | Münsterland Giro (2018)                                    | 1.HC | Max Walscheid        | Team Sunweb             |
| 4    | Parigi-Bourges (2018)                                      | 1.1  | Valentin Madouas     | Groupama-FDJ            |
| 6    | Tour de Vendée (2018)                                      | 1.1  | Nico Denz            | AG2R La Mondiale        |
| 6    | Giro dell'Emilia (2018)                                    | 1.HC | Alessandro De Marchi | BMC Racing Team         |
| 7    | Parigi-Tours (2018)                                        | 1.HC | Søren Kragh Andersen | Team Sunweb             |
| 7    | Parigi-Tours Espoirs                                       | 1.2U | Marten Kooistra      | SEG Racing Academy      |
| 7    | 90° Il Piccolo Lombardia                                   | 1.2U | Robert Stannard      | Mitchelton-BikeExchange |
| 7    | Gran Premio Bruno Beghelli (2018)                          | 1.HC | Bauke Mollema        | Trek-Segafredo          |
| 9    | Tre Valli Varesine (2018)                                  | 1.HC | Toms Skujiņš         | Trek-Segafredo          |
| 10   | Milano-Torino (2018)                                       | 1.HC | Thibaut Pinot        | Groupama-FDJ            |
| 11   | Gran Piemonte (2018)                                       | 1.HC | Sonny Colbrelli      | Bahrain-Merida          |
| 13   | Tacx Pro Classic / Ronde van Zeeland (2018)                | 1.1  | Peter Schulting      | Monkey Town Continental |
| 13   | De Kustpijl                                                | 1.2  | Timothy Stevens      | Cibel-Cebon             |
| 14   | Chrono des Nations Espoirs                                 | 1.2U | Mathias Norsgaard    | Riwal CeramicSpeed      |
| 14   | Chrono des Nations (2018)                                  | 1.1  | Martin Toft Madsen   | BHS-Almeborg Bornholm   |

## Classifiche
La classifica individuale dell'UCI Europe Tour segue le regole per il punteggio redatte dall'UCI. La classifica a squadre prende in considerazione unicamente le squadre dell'UCI Europe Tour calcolando il punteggio dalla somma degli 8 migliori atleti della squadra nella classifica individuale. Nello stesso modo che per la classifica a squadre, le nazioni europee vengono classificate a partire dalla somma degli 8 migliori atleti della nazione.
Classifiche aggiornate al 16 ottobre.
| Pos. | Corridore          | Squadra      | Punti |
| ---- | ------------------ | ------------ | ----- |
| 1    | Hugo Hofstetter    | Cofidis      | 1028  |
| 2    | Pascal Ackermann   | Bora         | 1020  |
| 3    | Timothy Dupont     | Wanty        | 996   |
| 4    | Alejandro Valverde | Movistar     | 959   |
| 5    | Tim Wellens        | Lotto Soudal | 831   |
| 6    | Andrea Pasqualon   | Wanty        | 801   |
| 7    | Sonny Colbrelli    | Bahrain      | 742,8 |
| 8    | Thibaut Pinot      | Groupama     | 715   |
| 9    | Fabio Jakobsen     | Quick Step   | 682   |
| 10   | Kenny Dehaes       | WB Aqua P.   | 673   |

| Pos. | Squadra                         | Punti    |
| ---- | ------------------------------- | -------- |
| 1    | Wanty-Groupe Gobert             | 4 043    |
| 2    | Cofidis, Solutions Crédits      | 3 434    |
| 3    | Androni Giocattoli-Sidermec     | 3 012    |
| 4    | Direct Énergie                  | 2 846    |
| 5    | Roompot-Nederlandse Loterij     | 2 747    |
| 6    | CCC Sprandi Polkowice           | 2 304,97 |
| 7    | Israel Cycling Academy          | 2 266,71 |
| 8    | Sport Vlaanderen-Baloise        | 2 007    |
| 9    | Nippo-Vini Fantini-Europa Ovini | 1 956,2  |
| 10   | WB Aqua Protect Veranclassic    | 1 840    |

| Pos. | Nazione     | Punti    |
| ---- | ----------- | -------- |
| 1    | Belgio      | 5 489    |
| 2    | Italia      | 5 335,8  |
| 3    | Francia     | 5 111    |
| 4    | Paesi Bassi | 4 410,12 |
| 5    | Spagna      | 4 134    |
| 6    | Germania    | 3 877,14 |
| 7    | Slovenia    | 2 812,71 |
| 8    | Danimarca   | 2 679,72 |
| 9    | Svizzera    | 2 343,83 |
| 10   | Polonia     | 2 107,84 |